# Dos Aguas
Dos Aguas es un municipio perteneciente a la provincia de Valencia, en la comarca de la Hoya de Buñol. Cuenta con una población de 338 habitantes (INE 2024). Se trata de un municipio castellanohablante, en el que el castellano cuenta con el predominio lingüístico reconocido legalmente.

## Geografía
Situado en la zona centro-occidental de la provincia de Valencia, en la cuenca del río Júcar.
La superficie del término es completamente montañosa, desarrollándose en su parte norte la sierra del Ave, que también toma el nombre del municipio. Sus cumbres más elevadas son los vértices geodésicos de tercer orden del Ave (949 m s. n. m.) y del Carcamal (834 m s. n. m. ). Al sureste se alza la sierra del Caballón, en la que se encuentra el vértice geodésico de segundo orden de Colaita (872 m). Asimismo se encuentran en el término los vértices geodésicos del Pulpítico (610 m), en el límite con Yátova y el Madroñal (582 m), ambos de tercer orden.
El río Júcar sirve de límite durante un largo trecho con los términos de Tous, Millares y Cortes de Pallás, discurriendo encajonado la mayor parte de su recorrido, que es muy sinuoso. Vierten sus aguas al Júcar los barrancos de Fleirón, de la Murta, de la Fuentecilla, del Bosque, la rambla de la Canal, que recibe más adelante el nombre de barranco del Jalón, y el del Cazador. Hacia la cuenca del Magro vierten sus aguas los barrancos de Cairón, Garrogueras, Perelló, del Purgatorio, Cal, Golondrinas y otros.
En el término hay un gran número de bosques poblados de pinos y otras coníferas. Aunque hay que lamentar graves incendios en los últimos años.
Se accede a esta localidad desde Valencia, a través de la A-3, tomando luego la CV-425 y finalmente la CV-426.

### Localidades limítrofes
Alborache, Catadau, Cortes de Pallás, Llombay, Macastre, Millares, Montroy, Real, Tous, Turís y Yátova todas ellas en la provincia de Valencia.

## Historia
El término de Dos Aguas ya estaba habitado hacia la mitad del VI milenio anterior a nuestra era como demuestran los niveles más profundos, epipaleolíticos, de la cueva de la Cocina. Esta cueva muestra una continuidad habitacional que va desde el Epipaleolítico hasta el Neolítico avanzado o, quizá hasta un momento ya típico del Eneolítico. Es posible que los ocupantes de esta cueva fueran los autores de las pinturas rupestres de los inmediatos abrigos del Cinto de las Letras y de Cinto Ventana, particularmente, de las pinturas que se conservan en la pared sur de la propia cueva pertenecientes al Arte Levantino (10 000-6500 años antes del presente).
Cercano a estos abrigos se halla otro, en la cuesta de las Víboras del barranco de Falón, conocido como Covacha de las Cabras, con figuras humanas y cabras, descubierto en 1962 y todavía inédito.
Dos Aguas no figura en el repartimiento de la conquista, aunque se supone que su origen debió estar en la época musulmana. Fue uno de los pueblos que se unieron a las rebeliones de Al-Azraq, y consta que la reconquista de las poblaciones del norte del Júcar se llevaron a cabo junto a la reconquista de Balansiya.
El 18 de enero de 1256, en Tarazona, el rey Jaime I donó a Atho de Foces la localidad de Millares, reconquistada por los cristianos el año siguiente, 1257, la propia localidad de Dos Aguas y el castillo de Madrona.
Martín de Viciana, quien dedicó el tomo III de su Crónica de Valencia, en 1563, a Giner Rabasa de Perellós, Señor del castillo de Madrona y de la baronía de Dos Aguas, señala que 

«en el castillo de Madrona, cabeza de la baronía, hay una iglesia de Nuestra Señora con rectoría que renta al rector 400 ducados, en la cual se comprenden los términos de las baronías de Cortés, Millares y Autonell. En estos castillos y sus términos tiene su señor toda jurisdicción alta y baja, mero y mixto imperio por bendición que el rey don Pedro otorgó a don Ramón Castellá con privilegio dado en Valencia a 9 de noviembre de 1349. Otrosí le vendió el castillo de Madrona con privilegio dado en Valencia a 24 de mayo de 1353».

Del castillo de Madrona, sin embargo, solo quedan ruinas (algún muro de mampostería); está muy deteriorado. Además de estar un poco abandonado, tiene un acceso muy complicado.
Giner Rabasa de Perellós, compró Dos Aguas y Madrona con autos hechos en Valencia el 11 de octubre de 1496. Este caballero fue el primero del linaje Rabasa de Perellós procedente de la unión de don Francisco de Perellós, de la casa de Perellós de los condes de Tolosa, en Francia, y de doña Juana Rabasa, hija de Mosén Giner Rabasa, caballero, el cual dejó heredero a su nieto Giner con la condición que tomase el apellido y armas de los Rabasa.
En 1325, fue comprado por Francisco Scribe. En 1349, pasó a poder de Raimundo Castellano y más tarde a Antonio de Vilaragut a la familia de Roiç de Corella.
Según menciona Ferrer i Mallol, desde el Concilio de Vienne en 1311, la iglesia censuró que en los reinos cristianos con vasallos moros, se mantuviese la práctica de invocar libremente el nombre de Alá desde los minaretes para acudir a la oración. Dicha norma fue implantada por el rey Jaime II a partir de 1318, habiendo constancia de procesos judiciales, como el proceso contra el Alfaquí de Anna en 1320, o un moro de Játiva en 1322. Además, los musulmanes habían sido cargados con el impuesto de "dayn" (mudayyan, es decir, el domeñado, el que se queda o mudéjar), carga que no sufrían los súbditos cristianos. En muchos casos, bienes de los moros habían sido embargados por deudas de sus señores, obligando a su desplazamiento a otras ubicaciones. Es por estos y otros motivos que los moros no veían al rey castellano como un ocupador muy distinto del aragonés, sino según argumenta Andrés Ferrer Taberner, como una fórmula para obtener mejores condiciones si fructificaba su apoyo en una contienda militar con Aragón. En este entorno, se dieron frecuentemente migraciones de moros que huían de la fuerte inestabilidad de los tiempos del rey Pedro el Cruel, y que, en ocasiones migraron hacia el sur, hacia el Reino de Granada, e incluso hacia las zonas montañosas, como pudo ser el caso de Dos Aguas.
Durante el enfrentamiento que se produjo en el siglo XIV, entre 1357 y 1365, entre las Coronas castellana y aragonesa, en tierras valencianas tomaron partido en favor de la Corona castellana algunas aljamas mudéjares, entre las que se encontraron los moros de Dos Aguas. Dicha circunstancia conllevó al otorgamiento, durante el asedio de Serra, de las Capitulaciones de los Moros de Dos Aguas (Febrer Romaguera, pp 115–116), en la cual se hace mención expresa de dicha aljama, y por la cual concedió Pedro IV el Ceremonioso, con fecha 25 de marzo de 1365, el perdón real a los moros de Dos Aguas.
Durante la expulsión de los moriscos hubo una revuelta, quedando en el término solamente doce casas habitadas por cristianos. Fue repoblada por el barón de Benetúser tras la expulsión de 1609, siendo tras este periodo cabeza de baronía y posteriormente del Marquesado de Dos Aguas.
Durante las guerras carlistas fue ocupada varias veces por las tropas del pretendiente.
Leyenda del Gigante Garbó:
Según la tradición local, el gigante Garbó era un ser de dimensiones enormes que habitaba en la zona. Se le atribuía la formación de diversos accidentes geográficos, como montañas y barrancos, y su figura se ha mantenido en la memoria popular como parte del folklore de Dos Aguas.
Relato tradicional de la Cueva de la Cocina:
Más allá de su valor arqueológico, la cueva de la Cocina está rodeada de leyendas. Se decía que allí se refugiaban pastores, se realizaban rituales o que tenía propiedades mágicas. Era un lugar especial para los habitantes, que mezclaban su historia real con relatos tradicionales.
Época moderna (más reciente):
En la localidad ha habido algunos cambios de carácter administrativo en los últimos siglos, como la integración en distintas estructuras municipales o comarcales.
Dos Aguas fue afectado por la DANA el 29 de octubre de 2024. Las inundaciones causadas en la Comunidad Valenciana han sido de las más devastadoras en Europa, los daños personales y materiales la definen como una de las más destructivas, especialmente en lo que respecta a la cantidad de víctimas mortales.

## Demografía
Dos Aguas cuenta con una población de 338 habitantes (INE 2024).
| Gráfica de evolución demográfica de Dos Aguas entre 1842 y 2021                                                     |
| |
| Población de derecho según los censos de población del INE Población de hecho según los censos de población del INE |

La población de Dos Aguas se compone en un 33 % por habitantes originarios del municipio, mientras que aproximadamente el 53 % corresponde a valencianos de otras zonas y solo un 3 % a personas extranjeras, mayoritariamente procedentes de América Latina y Rumanía. La continua pérdida de habitantes en las últimas décadas ha provocado un marcado envejecimiento de la población. Actualmente, el 26 % de los residentes tiene más de 65 años, y únicamente el 11,5 % es menor de 20. En la última década, se han registrado 20 nacimientos frente a 76 fallecimientos.

## Economía
Predominan los cultivos de secano: almendra, algarroba y olivos. En regadío se cultivan hortalizas y frutales.
En sus primeros siglos de existencia tras la dominación romana, de la cual apenas quedó presencia sustancial, se vivió un periodo de interesante crecimiento bajo la cultura árabe-musulmana, en que se desarrollaron fundamentales infraestructuras claves para la actual morfología del municipio: la construcción de la torre y muralla árabe, el cementerio musulmán bajo las actuales escuelas y los supuestos refugios subterráneos que comunican diversos puntos dentro de la población (hoy un misterio no desvelado), las balsas y aljibes, los dos molinos, de uno de los cuales todavía quedan restos, junto a la balsa del molino. Tras la expulsión morisca se continuaron desarrollando infraestructuras de regadío y conservación del agua en forma de balsones ("balsón de la era", "balsa del molino", "balsa del nacimiento" y "balsa del cabo"), y una red de canalización del agua, en la que actualmente apenas se ha desarrollado el riego por goteo.
El desarrollo económico municipal ha venido determinado por su historia, ya que desde la Edad Media el sometimiento al vasallaje del señor y la expulsión morisca supuso límites al desarrollo de una propiedad distribuida del territorio, no siendo sino a partir de mediados del siglo XVIII, cuando se desarrolló una tímida actividad en la transmisión de inmuebles entre sus vecinos, siendo muy reciente la primera presencia de títulos de propiedad notariales, los cuales, antiguamente se limitaban a anotaciones amanuenses en hojas de libreta con la firma de ambas partes y la presencia de testigos.
Desde sus orígenes, la dependencia, primero de la Baronía de Benetússer y Dos Aguas y posteriormente del Marquesado de Dos Aguas, provocó que aproximadamente la mitad de la población se dedicara a las tareas agrícolas, mientras que la otra mitad de la población se dedicaba al trabajo jornalero. Ha habido escasa presencia de gremios artesanos y solo con la entrada del siglo XX ciertos casos de descendientes de vecinos que ocupan profesiones liberales.
En la actualidad, convive la producción agrícola de subsistencia, con la elaboración de aceite de oliva virgen, siendo hecho destacado, a partir del año 2005, la creación de la Sociedad Cooperativa Valenciana Limitada marqués de Dos Aguas. Las tareas agrícolas se desarrollan principalmente compartidas con los empleos habituales de los agricultores, siendo por ello una actividad complementaria, o post-jubilatoria.
Para la reciente recuperación demográfica de la población ha sido hecho determinante el acuerdo de colaboración con el Ayuntamiento de Valencia, que ha permitido el establecimiento en el término municipal de un centro de tratamiento de residuos urbanos a disposición de la ciudad de Valencia.
Este hecho, acompañado de la contratación de numerosos vecinos del municipio por parte de empresas dedicadas a la prestación de servicios de limpieza en dicha ciudad, ha permitido el mantenimiento de diversas familias jóvenes en el municipio, lo cual ha sido, junto a una mínima presencia de inmigración, un acicate a la recuperación poblacional.
Es de destacar la escasa actividad inmobiliaria, sin haber en las últimas décadas registros de planes de actuación urbanísticos que hayan ampliado o desarrollado el casco urbano, limitándose la única actividad de construcción a la recuperación de antiguas viviendas de la primera mitad del siglo XX, no existiendo tampoco una tradición en la recuperación y adecentamiento de fachadas.
Un nuevo decreto en 2019 → Aunque parecía que los trámites para la ampliación estaban a punto de finalizar, la entrada en vigor el 8 de julio de un nuevo decreto que regula el depósito de residuos causó una nueva desaceleración del proceso el verano pasado. Esta situación llevó a Ecologistes en Acció a presentar más alegaciones, lo que obligó a la Dirección General de Calidad y Educación Ambiental a elaborar un nuevo informe para cumplir con las nuevas exigencias y a repetir el procedimiento de audiencia pública. Los ecologistas critican que aún no se haya atendido su solicitud de aprovechar los gases emitidos para su valorización energética.
La presencia de entidades bancarias se limita al establecimiento por parte de algunas entidades, de subdelegaciones o representaciones con algunos vecinos que ya contaban con pequeños comercios de su propiedad, no existiendo sucursales propiamente dichas.
Se desarrolla dos veces por semana un pequeño mercado ambulante, pero sin presencia de vecinos por parte de los paradistas.
No existe una presencia hostelera propiamente dicha en la población, a excepción de un hotel-restaurante dentro del casco urbano y un hotel rural en la Partida de Paridera Roya.
La presencia de un polvorín dentro del término municipal no supone una actividad dinamizadora de desarrollo municipal, fuera de la contratación de algún vecino para cubrir necesidades de personal.
Por último, cabe destacar que precisamente por los vaivenes del desarrollo demográfico de las últimas décadas, el acceso a la vivienda es todavía muy fácil en el municipio, pudiéndose adquirir viviendas unifamiliares a bajo precio.

## Administración y política
| Periodo   | Nombre                     | Partido   |
| --------- | -------------------------- | --------- |
| 1979-1983 | Manuel Grau Lorente        | AP        |
| 1983-1987 | Avelino Del Valle Sanz     | PSPV-PSOE |
| 1987-1991 | Manuel Grau Lorente        | AP        |
| 1991-1995 | Manuel Grau Lorente        | PP        |
| 1995-1999 | Manuel Grau Lorente        | PP        |
| 1999-2003 | Manuel Grau Lorente        | PP        |
| 2003-2007 | José Ramón Grau Grau       | UV        |
| 2007-2011 | José Ramón Grau Grau       | UV        |
| 2011-2015 | José Ramón Grau Grau       | PP        |
| 2015-2019 | José Ramón Grau Grau       | PP        |
| 2019-2023 | José Ramón Grau Grau       | PP        |
| 2023-act. | Juan Antonio Díaz Torralba | PP        |

## Patrimonio
- El yacimiento icnológico de Dos Aguas, corresponde al cretácico superior (Cenomaniense).
- El Castillo de Madrona de Dos AguasEstá situado en el centro de un valle a unos cinco kilómetros de la población de Dos Aguas.
- Los restos del Castillo de Dos Aguas o Torre de Vilaragut, son monumento catalogado como bien de interés cultural. Se encuentra en el centro de la población de Dos Aguas.

## Fiestas locales
- Fiestas patronales. En sus orígenes celebraba sus fiestas patronales del 15 al 20 de octubre. Desde la segunda mitad del siglo XX las fiestas en honor a los patrones de la localidad (San Roque, la Virgen del Rosario y la Virgen de los Dolores) se celebran en la segunda quincena de agosto sin el establecimiento de un calendario concreto, sino más bien adaptándose al calendario estival. Es tradicional desde la segunda mitad del siglo XX y hasta nuestros días la celebración de vaquillas y el toro embolado, destacando la espectacularidad de los encierros por lo peculiar de su recorrido.
- Semana Santa. Se celebra un vía crucis viviente, representando los momentos más intensos del calvario cristiano, con la colaboración de gran parte de los vecinos de la localidad.